# Saracen (Band)
Saracen ist eine englische New-Wave-of-British-Heavy-Metal-Band aus Matlock, die im Jahr 1976 unter dem Namen Lammergier gegründet wurde, sich 1985 auflöste und etwa 2000 wieder zusammenfand.

## Geschichte
Die Band wurde im Jahr 1976 von den Freunden Richard Lowe (Keyboard) und Rob Bendelow (E-Gitarre) unter dem Namen Lammergier gegründet. Kurze Zeit später kam noch Bassist Barry Yates zur Besetzung. Im Jahr 1977 folgten die ersten Konzerte in den Midlands. Nachdem mehrfach der Posten des Schlagzeugers und Sängers gewechselt hatte, stand eine feste Besetzung mit Schlagzeuger John Thorne, Sänger Steve Bettney, Bassist Barry Yates, Keyboarder Richard Lowe und Gitarrist Rob Bendelow fest. Außerdem benannte sich die Gruppe im Januar 1981 in Saracen um. Im Sommer desselben Jahres nahm die Band ihr Debütalbum Heroes, Saints & Fools in den Fairview Studios in Beverley auf, ehe es im Oktober über Nucleus Records veröffentlicht wurde. Das Album wurde innerhalb von vier Tagen eingespielt, abgemischt wurde es innerhalb von fünf Stunden. Dadurch erreichte die Band die Aufmerksamkeit von PolyGram, wo die Gruppe einen Vertrag unterzeichnete. Gesundheitsbedingt musste Bassist Barry Yates die Band verlassen, sodass er durch Jason Gardner ersetzt wurde. Nachdem die Single We Have Arrived aufgenommen worden war, verließen Thorne und Bendelow im Winter 1983 die Band. Nachdem die Band einen Vertrag bei Neat Records unterzeichnet hatte, erschien das Album Change of Heart, ehe sich die Gruppe Mitte 1985 auflöste.
Im Januar 2000 veröffentlichte Rob Bendelow mit seinem Soloprojekt Templar das Album Come to the Light. Dadurch erreichte er wieder verstärkt Aufmerksamkeit, sodass Saracen von Now and Then Records wiederbelebt wurde und die Band für drei Alben unter Vertrag nahm. Das erste Album erschien im März 2003 unter dem Namen Red Sky. Die Band bestand hierbei aus Sänger Steve Bettney, Keyboarder Richard Lowe, Gitarrist Rob Bendelow, Schlagzeuger Jamie Little und Bassist Richard Bendelow. Das Album enthielt wieder neu aufgenommene Lieder der vergangenen Alben, sowie neue Lieder, die während der letzten Jahre geschrieben wurden. Im selben Jahr kam Paul Bradder als neuer Keyboarder zur Band. Außerdem folgte der erste Live-Auftritt seit über 20 Jahren auf dem Bloodstock Open Air. Im Jahr 2005 begannen die Arbeiten zum Album Vox in excelso, wobei als neuer Schlagzeuger Mark Cross zur Band kam. Während der Aufnahmen bestand die Band aus Sänger Steve Bettney, Keyboarder Paul Bradder, Gitarrist Rob Bendelow, Bassist Richard Bendelow und Schlagzeuger Mark Cross. Das Konzeptalbum über die Geschichte der Tempelritter erschien im Juli 2006. Im selben Jahr kam das Box-Set Red Sky – Heroes, Saints and Fools in den Handel, in dem die beiden Alben Red Sky und Heroes, Saints and Fools enthalten waren. Daraufhin pausierte die Band, damit die Mitglieder an anderen Projekten arbeiten konnten. Im Jahr 2008 fand die Band wieder zusammen, wobei Bassist Richard Bendelow und Gitarrist Rob Bendelow die Band verlassen hatten. Nachdem ein passender Ersatz gefunden war, bestand die Band aus Sänger Steve Bettney, Keyboarder Paul Bradder, Gitarrist Simon Roberts, Bassist Paul Highfield und Percussionist Tris Alsbury. Daraufhin folgten diverse Auftritte. Im Jahr 2011 erschien das Album Marilyn über Escape Music.

## Stil
Die Band gilt als wichtiger Vertreter der New Wave of British Heavy Metal, wobei sie stilistisch nicht nach klassischen Heavy-Metal-Bands wie Iron Maiden oder Saxon klingt, sondern eher nach einer Mischung aus Warlord und Magnum.

## Diskografie
- 1981: Heroes, Saints & Fools (Album, Nucleus Records)
- 1981: No More Lonely Nights (Single, Nucleus Records)
- 1984: Change of Heart (Album, Neat Records)
- 1984: We Have Arrived (Single, Neat Records)
- 1987: Metal City (Split-Video mit Venom, Avenger und Warfare, Prism Records)
- 2003: Red Sky (Album, Now and Then Records)
- 2006: Red Sky – Heroes, Saints and Fools (Box-Set, Neat Records)
- 2006: Vox in excelso (Album, Neat Records)
- 2011: Marilyn (Album, Escape Music)
- 2014: Redemption (Album, Escape Music)